# Campeonato Europeo Sub-18 1972
El Campeonato Europeo Sub-18 1972 se llevó a cabo en España del 13 al 22 de mayo y contó con la participación de 16 selecciones juveniles de Europa provenientes de una fase eliminatoria.
El campeón defensor Inglaterra venció en la final a Alemania Federal para conseguir su quinto título del torneo y segundo de manera consecutiva.

## Eliminatoria

### Primera ronda
| Equipo 1   | Agr.   | Equipo 2         | Ida | Vuelta |
| ---------- | ------ | ---------------- | --- | ------ |
| Suiza      | 2–1    | Portugal         | 2–0 | 0–1    |
| Finlandia  | 3–3(a) | Polonia          | 2–2 | 1–1    |
| Islandia   | 6–8    | Irlanda          | 4–3 | 2–5    |
| Bulgaria   | 4–0    | Grecia           | 3–0 | 1–0    |
| Luxemburgo | 0–4    | Dinamarca        | 0–3 | 0–1    |
| Suecia     | 3–7    | Alemania Federal | 1–1 | 2–6    |
| Yugoslavia | 5–1    | Turquía          | 4–0 | 1–1    |
| Austria    | 1–2    | Checoslovaquia   | 1–0 | 0–2    |

### Segunda ronda
| Equipo 1             | Agr.   | Equipo 2         | Ida | Vuelta |
| -------------------- | ------ | ---------------- | --- | ------ |
| Bélgica              | (a)3–3 | Suiza            | 1–0 | 2–3    |
| Alemania Democrática | 2–2(p) | Polonia          | 2–0 | 0–2    |
| Gales                | w.o.   | Irlanda          | 2–1 | w.o.   |
| Unión Soviética      | 1–0    | Bulgaria         | 1–0 | 0–0    |
| Dinamarca            | 2–9    | Alemania Federal | 0–4 | 2–5    |
| Checoslovaquia       | 1–1(p) | Yugoslavia       | 0–1 | 1–0    |

## Clasificados
| - Bélgica - Inglaterra - Francia - Alemania Federal | - Hungría - Italia - Malta - Países Bajos | - Noruega - Polonia - Irlanda - Rumania | - Escocia - Unión Soviética - España (anfitrión) - Yugoslavia |

## Fase de grupos

### Grupo A
| País         | J | G | E | P | GF | GC | GD | Pts |
| ------------ | - | - | - | - | -- | -- | -- | --- |
| Polonia      | 3 | 2 | 1 | 0 | 6  | 1  | +5 | 5   |
| Francia      | 3 | 2 | 0 | 1 | 6  | 4  | +2 | 4   |
| Países Bajos | 3 | 1 | 1 | 1 | 2  | 3  | –1 | 3   |
| Noruega      | 3 | 0 | 0 | 3 | 1  | 7  | –6 | 0   |

| 13 mayo | Noruega      | 0-1 | Países Bajos |
|         | Polonia      | 2–1 | Francia      |
| 15 mayo | Francia      | 2–1 | Noruega      |
|         | Países Bajos | 0–0 | Polonia      |
| 17 mayo | Polonia      | 4–0 | Noruega      |
|         | Francia      | 3–1 | Países Bajos |

### Grupo B
| País             | J | G | E | P | GF | GC | GD | Pts |
| ---------------- | - | - | - | - | -- | -- | -- | --- |
| Alemania Federal | 3 | 2 | 0 | 1 | 7  | 3  | +4 | 4   |
| Escocia          | 3 | 2 | 0 | 1 | 6  | 4  | +2 | 4   |
| Hungría          | 3 | 2 | 0 | 1 | 8  | 7  | +1 | 4   |
| Unión Soviética  | 3 | 0 | 0 | 3 | 1  | 8  | –7 | 0   |

| 13 mayo | Hungría          | 4–3 | Escocia          |
|         | Alemania Federal | 4–0 | Unión Soviética  |
| 15 mayo | Escocia          | 1–0 | Alemania Federal |
|         | Hungría          | 2–1 | Unión Soviética  |
| 17 mayo | Unión Soviética  | 0-2 | Escocia          |
|         | Alemania Federal | 3–2 | Hungría          |

### Grupo C
| País       | J | G | E | P | GF | GC | GD | Pts |
| ---------- | - | - | - | - | -- | -- | -- | --- |
| Inglaterra | 3 | 2 | 1 | 0 | 5  | 0  | +5 | 5   |
| Bélgica    | 3 | 1 | 1 | 1 | 3  | 2  | +1 | 3   |
| Yugoslavia | 3 | 1 | 1 | 1 | 3  | 3  | 0  | 3   |
| Irlanda    | 3 | 0 | 1 | 2 | 1  | 7  | –6 | 1   |

| 13 mayo | Yugoslavia | 1–1 | Irlanda    |
|         | Bélgica    | 0–0 | Inglaterra |
| 15 mayo | Yugoslavia | 2–1 | Bélgica    |
|         | Irlanda    | 0-4 | Inglaterra |
| 17 mayo | Inglaterra | 1–0 | Yugoslavia |
|         | Bélgica    | 2–0 | Irlanda    |

### Grupo D
| País    | J | G | E | P | GF | GC | GD  | Pts |
| ------- | - | - | - | - | -- | -- | --- | --- |
| España  | 3 | 2 | 1 | 0 | 9  | 2  | +7  | 5   |
| Italia  | 3 | 1 | 2 | 0 | 7  | 3  | +4  | 4   |
| Rumania | 3 | 1 | 1 | 1 | 5  | 3  | +2  | 3   |
| Malta   | 3 | 0 | 0 | 3 | 1  | 14 | –13 | 0   |

| 13 mayo | Italia  | 5–1 | Malta   |
|         | España  | 2–1 | Rumania |
| 15 mayo | Italia  | 1–1 | España  |
|         | Rumania | 3–0 | Malta   |
| 17 mayo | Malta   | 0-6 | España  |
|         | Rumania | 1–1 | Italia  |

## Fase final
|  | Semifinales               | Semifinales           |   |                       | Final                 | Final |  |
|  |                           |                       |   |                       |                       |       |  |
|  |                           |                       |   |                       |                       |       |  |
|  | Valencia, 20 de mayo      |                       |   |                       |                       |       |  |
|  | Polonia                   | 0                     |   |                       |                       |       |  |
|  | Inglaterra                | 1                     |   |                       |                       |       |  |
|  |                           |                       |   |                       |                       |       |  |
|  |                           |                       |   |                       | Barcelona, 22 de mayo |       |  |
|  |                           |                       |   |                       | Inglaterra            | 2     |  |
|  |                           | Alemania Federal      | 0 |                       |                       |       |  |
|  |                           |                       |   |                       |                       |       |  |
|  |                           |                       |   |                       |                       |       |  |
|  |                           |                       |   |                       | Tercer lugar          |       |  |
|  | Barcelona, 20 de mayo     | Barcelona, 20 de mayo |   | Barcelona, 22 de mayo | Barcelona, 22 de mayo |       |  |
|  | España                    | 2                     |   | Polonia (DP 6-5)      | 0                     |       |  |
|  | Alemania Federal (DP 4-5) | 2                     |   |                       | España                | 0     |  |

## Campeón
| Eurocopa Sub-18 1972  |
| --------------------- |
| Bandera de Inglaterra |
| Inglaterra 5º Título  |